# شهر باستانی جیزد
شهر باستانی جیزد مربوط به سده ۵ و ۸ ق است و در  ۱۴ کیلومتری جنوب شرقی شهر رشتخوار واقع شده و این اثر در تاریخ ۸ دی ۱۳۵۲ با شمارهٔ ثبت ۹۶۳ به‌عنوان یکی از آثار ملی ایران به ثبت رسیده است.